# Arachnura simoni
Arachnura simoni är en spindelart som beskrevs av Lucien Berland 1924. Arachnura simoni ingår i släktet Arachnura och familjen hjulspindlar.
Artens utbredningsområde är Nya Kaledonien. Inga underarter finns listade i Catalogue of Life.